# Sociedade Desportiva Borborema
A Sociedade Desportiva Borborema é um clube brasileiro de futebol já extinto, sediado na cidade de Campina Grande, no estado da Paraíba.
Fundada em 11 de outubro de 1975 por dissidentes do Campinense, e em menos de um ano conseguiu o vice-campeonato estadual, em 1976, sendo derrotado pelo Botafogo.

## Desistência
Menos de dois anos após ser fundada, a Desportiva Borborema, insatisfeita com os dirigentes da Federação Paraibana de Futebol, resolveu pedir afastamento do Campeonato Paraibano de 1977. Em nota, a diretoria do Gavião queixava-se de um suposto beneficiamento da FPF ao Botafogo, sendo o engavetamento e rasuras de contratos seriam algumas das acusações.
Entretanto, Genival Leal de Meneses, presidente da FPF à época, disse que as acusações não tinham fundamento e que a Desportiva desistiu de jogar o Campeonato por falta de verba para manter o elenco.
A equipe continuou atuando de forma amadora até 1998, quando foi definitivamente dissolvida.

## Títulos

### Estaduais
- Vice Campeonato Paraibano: 1976.[2]